# Jan Šátral
Jan Šátral, né le 24 juillet 1990 à Mělník, est un joueur de tennis tchèque, professionnel depuis 2010.

## Carrière
Il remporte ses deux premiers tournois Challenger en 2016 à Marbourg et Rome. Il se qualifie également pour le second tour de l'US Open.
Compensant l'absence de Tomáš Berdych et le forfait d'Adam Pavlásek sur blessure, il est sélectionné en tant que second joueur de la sélection tchèque lors du premier tour de la Coupe Davis 2017 contre l'Australie. Il perd son simple contre Nick Kyrgios et le double, associé à Jiří Veselý.

## Parcours dans les tournois duGrand Chelem

### En simple
| Année | Open d'Australie | Open d'Australie | Internationaux de France | Internationaux de France | Wimbledon | Wimbledon | US Open        | US Open      |
| ----- | ---------------- | ---------------- | ------------------------ | ------------------------ | --------- | --------- | -------------- | ------------ |
| 2016  | —                | —                | —                        | —                        | —         | —         | 2e tour (1/32) | Gaël Monfils |

N.B. : à droite du résultat se trouve le nom de l'ultime adversaire.